# Районы Саламанки

## Районы (комарки)Саламанки
1. El Abadengo ---> Эль-Абаденго
2. La Ribera --->
3. Tierra de Alba ---> Тьерра-де-Альба (Саламанка)
4. La Armuña ---> Ла-Армуния (комарка)
5. Comarca de Peñaranda de Bracamonte ---> Кампо-де-Пеньяранда
6. Campo Charro ---> Кампо-Чарро
7. Ciudad Rodrigo-Sierra de Gata ---> Сьюдад-Родриго-Сьерра-де-Гата
8. Sierra de Béjar ---> Сьерра-де-Бехар
9. Sierra de Francia ---> Сьерра-де-Франсия
10. Comarca de Ledesma ---> Ледесма (комарка)
11. Valle de las Batuecas ---> Валье-де-лас-Батуэкас
12. Comarca de Vitigudino ---> Витигудино (комарка)
13. La Ramajería ---> Ла-Рамахера
14. El Rebollar (comarca) ---> Эль-Реболлар (комарка)